# Aurel Wagbe
Aurel Wagbe (Reinbek, 4 februari 2004) is een Duits voetballer die doorgaans als linkermiddenvelder speelt. Na zijn periode in de jeugdacademie van VfL Wolfsburg maakte hij in 2023 de overstap naar Holstein Kiel. In datzelfde jaar debuteerde hij namens de Noord-Duitse club in het betaalde voetbal tijdens een wedstrijd in de DFB-Pokal.

## Clubloopbaan

### Jeugd
Wagbe begon met voetballen bij SC Eilbek en vervolgde zijn jeugdopleiding via SC Paloma en Hamburger SV in de jeugd van VfL Wolfsburg. Op 29 februari 2020 maakte hij op 15-jarige leeftijd zijn debuut in de onder-17 tijdens de uitwedstrijd tegen de leeftijdsgenoten van Energie Cottbus. In het met 1–1 gelijkgespeelde duel bracht trainer Steffen Brauer hem in de rust in het veld. In het seizoen 2020/21 maakte hij definitief de overstap naar de onder-17. Zijn eerste seizoen was van korte duur: na vijf wedstrijden, waarin hij drie keer scoorde, werd de competitie stilgelegd vanwege de coronamaatregelen.
In de voorbereiding op het seizoen 2021/22 trainde hij mee met de eerste selectie onder hoofdcoach Mark van Bommel en maakte hij zijn officieuze debuut in een oefenwedstrijd tegen Hannover 96. Wagbe wist zich niet in het eerste elftal te spelen en kwam terecht in de selectie van de onder-19. Op 13 augustus 2021 maakte hij zijn debuut in de uitwedstrijd tegen Hertha BSC, waarin hij direct in de basis startte onder trainer Christian Wimmer. Op 14 september debuteerde hij in de UEFA Youth League tijdens de poulewedstrijd tegen Lille OSC. In totaal speelde hij zes wedstrijden in dit toernooi, waarin Wolfsburg geen enkele overwinning boekte. Het seizoen 2022/23 was zijn laatste bij de junioren; daarna vervolgde hij zijn loopbaan bij de senioren van Holstein Kiel in Noord-Duitsland.

### Holstein Kiel
In mei 2023 tekende Wagbe een contract voor drie jaar bij Holstein Kiel. Tijdens de voorbereiding op het seizoen 2023/24 maakte hij deel uit van de eerste selectie. Hoofdcoach Marcel Rapp was tevreden over zijn prestaties en liet hem op 12 augustus zijn officiële debuut maken. In de eerste ronde van de DFB-Pokal kwam Wagbe in de uitwedstrijd tegen FC Gütersloh in de 94e minuut als vervanger van Tom Rothe het veld in. Twee weken later maakte hij zijn competitiedebuut in de Veltins-Arena, tijdens de uitwedstrijd tegen Schalke 04, waarbij hij in de 92e minuut inviel. Na een blessure verloor hij zijn basisplaats en kwam in het tweede elftal terecht. Onder trainer Sebastian Gunkel slaagde hij er echter niet in een vaste basisspeler te worden bij het tweede elftal. Tijdens de laatste competitiewedstrijd van het seizoen, op 18 mei, maakte hij zijn eerste seniorendoelpunt. In de met 3-3 gelijkgespeelde thuiswedstrijd in de Regionalliga Nord tegen stadsgenoot FC Kilia Kiel maakte hij in de 55e minuut de 2-2.
In de voorbereiding op het seizoen 2024/25 kreeg Wagbe opnieuw de kans zich in de eerste selectie te spelen, waarbij hij tijdens de oefenwedstrijden tegen BK Kopenhagen en 1. FC Kaiserslautern speelminuten kreeg van Rapp. Het lukte hem wederom niet om door te breken in de eerste selectie, hij werd daarom weer opgenomen in de tweede selectie. Onder de nieuwe trainer Willi Weiße wist hij zich dit seizoen wel in het basiselftal te spelen. Als linkermiddenvelder kwam hij tot 21 basisplaatsen. Holstein Kiel II eindigde op de 18e en laatste plaats en degradeerde daardoor naar de Verbandsliga Schleswig-Holstein. Ook het eerste elftal degradeerde in dat seizoen, waarmee beide teams een stap terug moesten doen.

## Clubstatistieken
| Seizoen                     | Club             | Competitie        | Competitie | Competitie | Beker | Beker | Internationaal | Internationaal | Overig | Overig | Totaal | Totaal |
| Seizoen                     | Club             | Competitie        | Wed.       | Dlp.       | Wed.  | Dlp.  | Wed.           | Dlp.           | Wed.   | Dlp.   | Wed.   | Dlp.   |
| --------------------------- | ---------------- | ----------------- | ---------- | ---------- | ----- | ----- | -------------- | -------------- | ------ | ------ | ------ | ------ |
| 2023/24                     | Holstein Kiel II | Regionalliga Nord | 17         | 1          | 0     | 0     | –              | –              | –      | –      | 17     | 1      |
| 2023/24                     | Holstein Kiel    | 2. Bundesliga     | 1          | 0          | 1     | 0     | –              | –              | –      | –      | 2      | 0      |
| 2024/25                     | Holstein Kiel II | Regionalliga Nord | 28         | 0          | 0     | 0     | –              | –              | –      | –      | 28     | 0      |
| Carrière totaal             | Carrière totaal  | Carrière totaal   | 46         | 1          | 1     | 0     | –              | –              | –      | –      | 47     | 1      |
| Bijgewerkt tot 24 juni 2025 |                  |                   |            |            |       |       |                |                |        |        |        |        |

## Interlandloopbaan
In december 2021 werd Wagbe door bondscoach Guido Streichsbier geselecteerd voor een oefentrip van het Duitsland –18 naar Israël. Tijdens de tweede oefenwedstrijd van deze trip tegen Israël –18 maakte hij zijn debuut. In het met 5–0 gewonnen duel kwam hij in de rust als vervanger van Niklas Niehoff het veld in. Bij de derde en laatste wedstrijd tegen de leeftijdsgenoten van de Verenigde Arabische Emiraten startte hij in de basis en werd hij in de rust gewisseld.
| Jeugdinterlands van Aurel Wagbe voor Duitsland () | Jeugdinterlands van Aurel Wagbe voor Duitsland () | Jeugdinterlands van Aurel Wagbe voor Duitsland () | Jeugdinterlands van Aurel Wagbe voor Duitsland () | Jeugdinterlands van Aurel Wagbe voor Duitsland () | Jeugdinterlands van Aurel Wagbe voor Duitsland () |
| №                                                 | Datum                                             | Wedstrijd                                         | Uitslag                                           | Soort Wedstrijd                                   | Doelpunten                                        |
| Als speler bij Duitsland –18                      | Als speler bij Duitsland –18                      | Als speler bij Duitsland –18                      | Als speler bij Duitsland –18                      | Als speler bij Duitsland –18                      | Als speler bij Duitsland –18                      |
| ------------------------------------------------- | ------------------------------------------------- | ------------------------------------------------- | ------------------------------------------------- | ------------------------------------------------- | ------------------------------------------------- |
| 1.                                                | 15 december 2021                                  | Israël – Duitsland                                | 0 – 5                                             | Vriendschappelijk                                 |                                                   |
| 2.                                                | 17 december 2021                                  | Verenigde Arabische Emiraten – Duitsland          | 1 – 3                                             | Vriendschappelijk                                 |                                                   |
| Bijgewerkt tot 29 december 2024                   |                                                   |                                                   |                                                   |                                                   |                                                   |